# 19 Piscium
19 Piscium, eller TX Piscium, är en långsam irreguljär variabel av LB-typ i stjärnbilden Fiskarna.
19 Psc varierar mellan visuell magnitud +4,79 och 5,2 utan någon fastställd periodicitet. Stjärnan är en kolstjärna som är ovanligt röd i färgen, vilket blir uppenbart när den studeras i fältkikare. Den är 2,6 magnituder svagare i blå våglängder än i genomsnittligt synligt ljus och ytterligare 3,3 magnituder svagare i ultraviolett.